# فرودگاه ان دیلی
فرودگاه ان دیلی (به انگلیسی: N'djili Airport) (به زبان بومی: Aéroport de N'djili) یک فرودگاه همگانی با کد یاتا FIH است که یک باند فرود بتن دارد و طول باند آن ۴۷۰۰ متر است. این فرودگاه در شهر کینشاسا کشور جمهوری دموکراتیک کنگو قرار دارد و در ارتفاع ۳۱۳ متری از سطح دریا واقع شده‌است.

## شرکت‌های هواپیمایی و مقصدهای پروازی

### مسافری
| شرکت‌های هواپیمایی       | مقصدهای پروازی                                              |
| ----------------------- | ----------------------------------------------------------- |
| ایر ساحل عاج            | پورت بوئت، لیبرویله                                         |
| ایر فرانس               | شارل دوگل پاریس                                             |
| ایر کاسای               | گمنا، کنانگا، بانداکا، بویی مایی                            |
| ASKY Airlines           | مایا-مایا، لیبرویله، لومه-توکین                             |
| بروکسل ایرلاینز         | بروکسل                                                      |
| کام‌ایر-کو               | مایا-مایا، دوالا                                            |
| Congo Airways           | گوما، کنانگا، کیندو، بانگوکا، لوبوم‌باشی، بانداکا، بویی مایی |
| هواپیمایی اتیوپی        | بوول                                                        |
| کنیا ایرویز             | جومو کنیاتا                                                 |
| هواپیمایی پادشاهی مراکش | محمد پنجم                                                   |
| هواپیمایی آفریقای جنوبی | اولیور تامبو                                                |
| تاگ آنگولا ایرلاینز     | کواترو دو فرویرو                                            |
| ترکیش ایرلاینز          | آتاترک، لیبرویله                                            |

### باری
| شرکت‌های هواپیمایی | مقصدهای پروازی      |
| ----------------- | ------------------- |
| کارگولوکس         | لوگزامبورگ - فیندل  |
| هواپیمایی اتیوپی  | بوول                |
| ترکیش ایرلاینز    | آتاترک، جومو کنیاتا |